# 基尤 (维多利亚州)
基尤（/kjuː/）是澳大利亚维多利亚州墨尔本市东的一个郊区。基尤位于墨尔本中央商务区以东6公里处，属于博伦达拉市的地方政府辖区。基尤在2021年的人口普查中统计的居民人口数量为24499人。
基尤在1860年至1994年间曾经是一个独立的自治市——基尤市。直到1994年，原来的基尤市和当时的临近两个自治市——霍桑市和坎伯韦尔市合并，组成了现今的博伦达拉市。地理上，基尤西部和西北部与雅拉河接壤，东北部与东基尤接壤，南部与霍桑区和霍桑东区接壤，东部与博文区、博文北区和迪普丁区接壤。

## 历史

### 土著居民与殖民伊始
在欧洲殖民者于墨尔本地区建立定居点之前，该地区居住的澳洲原住民是乌伦杰理人。欧洲殖民者对此地最早的可查记录始于1803年2月。1840年代，欧洲殖民者借用土著语言，将他们在此建立的教区命名为“博伦达拉” (Boroondara) ——这在烏倫傑理人的语言中是“阴凉处”的意思。1838年，借助雅拉河从海德堡地区奔流直下形成的水力，人们决定在当地靠近戴茨瀑布的地方建一个水力磨坊。经过两年的修建，一所坐落在三层小楼里的水力磨坊最终于1840年开业，成为了这块地上的第一个地标。
同年，一位名叫约翰·霍奇森 (John Hodgson) 的垦殖者在雅拉河东岸的现今斯塔德利公园 (Studley Park) 地区进行了圈地开垦。1857年，霍奇森在此地建起了他的私宅，并以其英国老家约克郡的一个地名——他的出生地斯塔德利，将其命名为“斯塔德利小屋” (Studley House) 。现今，这座房子由于其历史价值已被列入澳大利亚的国家遗产名录。作为殖民历史上的早期建筑，斯塔德利小屋基本按照维多利亚时期的意大利风格建造。在1875年和1919年，斯塔德利小屋经历了两次改扩建。这所房子作为私宅的最后一位主人是博彩公司老板、爱尔兰天主教徒和百万富翁约翰·韦恩 (John Wren) ，并最后由他经土地开发商托马斯·伯克 (Thomas Burke) 捐赠给当地的天主教学校泽维尔学院。斯塔德利小屋附近的另一座由早期垦殖者在1863年建立的宅邸——阿尔巴别墅 (Villa Alba)也被保留下来并作为古迹向公众开放，共同诉说着基尤在近代史中最早的一段故事。

### 交通基建与商业发展

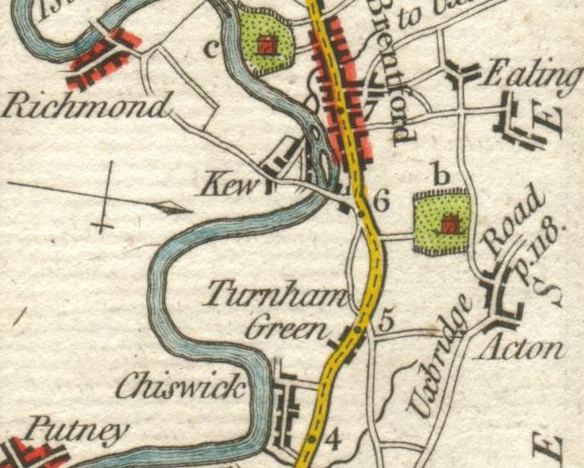
一张绘制从伦敦到牛津郡道路的地图，可以看到英国的里士满在邱区的西边。这成为基尤得名的渊源。

1851年，殖民地政府开始大量出售此地区的官方土地。购买者之一，尼古拉斯·芬威克 (Nicholas Fenwick) 在买入了该地的大量土地后决定将其进行细分。由于这批土地距离墨尔本市中心的距离比其西边已经命名的郊区里士满稍远，芬威克就决定根据英国伦敦的基尤靠近伦敦的另一个郊区里士满，将该地区也命名为基尤。除此之外，他还特别以英国政治家的名字命名了街道。随后一段时间里，该地区迅速成为了墨尔本人追捧定居的郊区。不过最初，基尤的交通远谈不上便捷。由于基建伊始，道路很少，行人只能走里士满的桥街穿过霍桑桥到达这片地区。直到1857年，私人拥有的斯塔德利公园桥开通，才开辟了进入这片地区的新路。由于通过私人拥有的斯塔德利桥需要缴纳路费，这座桥也得了一个“便士桥” (Penny Bridge) 的绰号。
一段从霍索恩站延伸到基尤的铁路支线也于1887年12月19日开通。但由于种种原因，这段支线最终于1957年5月13日正式停运。
1850年代，坐落于基尤被称为基尤路口的商业区开始繁荣发展并初具规模。该商业区的第一家商店在1853年8月营业，第一家邮局也随之在1856年10月6日投入运营等到直到20世纪末，该地已经呈现出商店林立的繁荣景象。基尤酒店 (Kew Hotel) 于1855年开业，另一家酒肆，繁荣丘酒店 (Prospect Hill Hotel) 也于1857年开业，随后，议会酒店 (Council Hotel) 也于1860年开业。再之后，克利夫顿酒店 (Clifton Hotel) 和灰狗酒店 (Greyhound Hotel, 现为 Skinny Dog Hotel) 也分别于1869年和1874年开业。一幢容纳了邮局、法院大楼和警察局的市政大楼在1888年拔地而起，澳洲国民银行也在同年在此地建立了分行。

### 精神病院的建立与关闭
1856年，基尤坐落在雅拉河边的一块地皮被划出来作为建设精神病院之用。经过十数年的建设，1871年，基尤精神病院竣工并投入营业。1887年，精神病院为儿童增加了专门的病区。

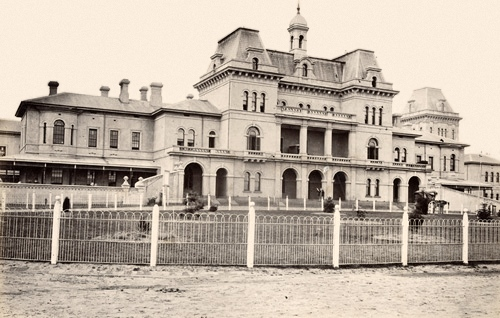
1885年的基尤精神病院大门

基尤精神病院先后在1956年和1960年代改名为基尤精神科医院 (Kew Mental Hospital) 和维尔斯莫精神科医院 (Willsmere Mental Hospital)。最后，该医院于1982年正式关闭。
作为澳洲史上邻避主义的一个经典案例，该精神病院的建立完全无视了当地居民和当地议会的反对，在结束营业后，这所精神病院的建筑也被列入维多利亚遗产名录。

### 教堂与学校的建立与发展
同一时期，除了酒店和精神病院以外，当地的第一批教堂也在1850年代陆续建成开放。基尤的第一所学校由圣公会于1856年开设。1875年，天主教会开设的圣心小学也建成招生。1878年短短一年内，数所私立学校建成，包括办学至今的非教派的瑞顿女子学校和天主教耶稣会主管的泽维尔学院。接下来的几年里，更多的私立学校也如雨后春笋般纷纷建成，包括1882年设立的卫理公会女子学院、1889年天主教会设立的杰纳扎诺女子学院、1903年圣公会设立的三一文法学校和浸信会1923年开办的凯瑞浸信会文法学校。一所名叫普利谢尔学校的男女合班制学校也于1930年代初在当地开办。

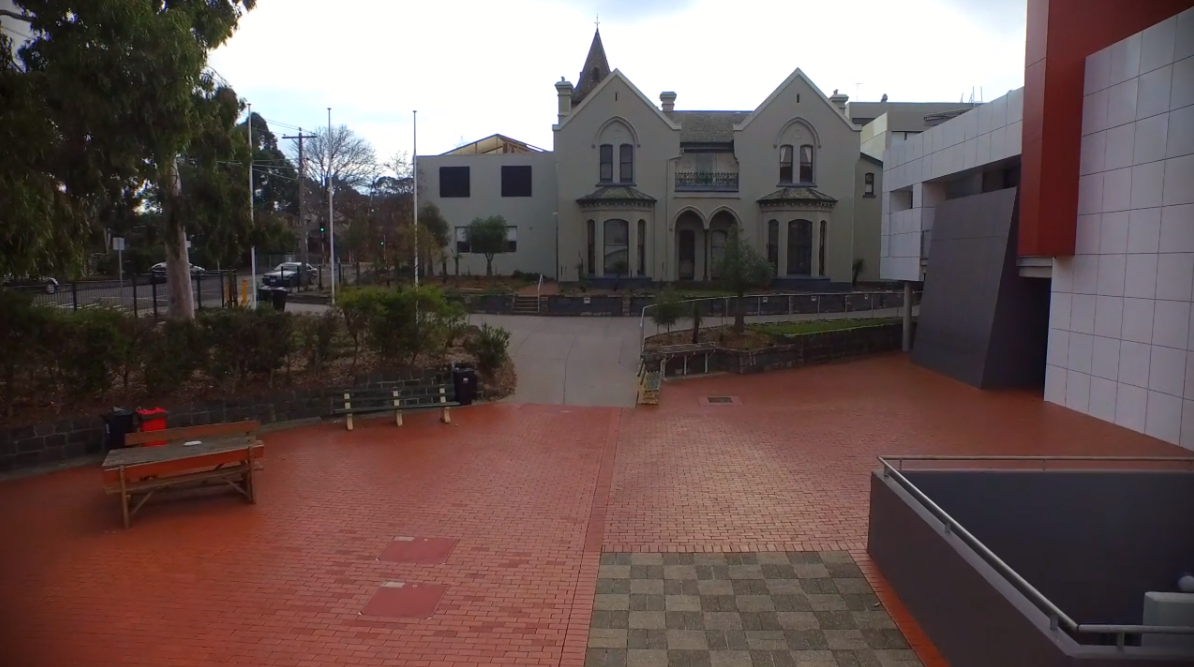
建于1903年的三一文法学校

### 进入20世纪
基尤于1910年12月8日被宣布为镇，随后在1921年3月10日被升格为市。由于世界局势动荡导致外来人口大量涌入，在1910年到第二次世界大战爆发前的这段时间里，基尤的人口几乎翻了三倍。
基尤也是澳大利亚第21任总理高夫·惠特拉姆的出生地。惠特拉姆与1916年7月11日出生于基尤，但可惜作为惠特拉姆出生地的那座房子由于2016的一场拆迁，现已不复存在。

## 照片
- 1906年的基尤火车站
- 1909年基尤与雅拉河畔的景象
- 曾经的基尤精神病院
- 从斯塔德利公园眺望基尤居民区
- 生于基尤的第21任澳洲总理惠特拉姆

## 人口统计
在2021年的澳洲人口普查中，基尤共有居民24499人。其中，约有66.1%的人为澳洲出生。在非澳洲出生的居民中，居民的出生国家是按人口比例从高到低分别是中国（6.6%）、英国（2.9%）、马来西亚（2.2%）、印度（1.8%）和新西兰（1.4%）。语言分布上，基尤居民中的70.3%在家里只说英语，除此之外，在家中使用的其他语言包括官话（8.6%）、希腊语（3.0%）、广东话（2.8%）、意大利语（1.7%）和越南语（1.4%）。宗教构成上，人口普查问卷收回的最常见的回答是无宗教信仰（44.1%），其次是天主教徒（22.7%）。

## 体育运动
住在基尤的高尔夫爱好者可以到本区的绿亩俱乐部 (Green Acres Golf Club) 或者基尤高尔夫俱乐部 (Kew Golf Club)打球。除此之外，斯塔德利公园里还有一个名为“Par 3 Golf Course”的高尔夫球场。
基尤澳式橄榄球俱乐部 (Kew Football Club) 和基尤板球俱乐部 (Kew Cricket Club) 也在附件的维多利亚公园内进行训练和比赛。

## 名人
- 弗兰克·麦克法兰·伯内特爵士——医学家，1960年诺贝尔生理学或医学奖得主
- 高夫·惠特拉姆——第21任澳洲总理
- 艾琳·克里斯平（英语：Irene Crespin）——地质学家，大英帝国勋章得主
- 鲁伯特·哈默爵士（英语：Rupert Hamer）——维多利亚州第39任州长
- 凯里·欧文——美国职业篮球联赛 (NBA) 球星
- 彼得·迈凯伦爵士（英语：Peter MacCallum）——医学家
- 彼得·麦金泰尔（英语：Peter McIntyre）——建筑师
- 古斯塔夫·诺索爵士（英语：Gustav Nossal）——生物学家，1990年阿尔伯特·爱因斯坦世界科学奖得主
- 大卫·赛姆（英语：David Syme）——报业大亨，世纪报前拥有者
- 乔许·弗莱登伯格——前澳大利亚财政部长
- 凯茜·弗里曼——跑步运动员，奥运金牌得主